# Список супругов монархов Великобритании

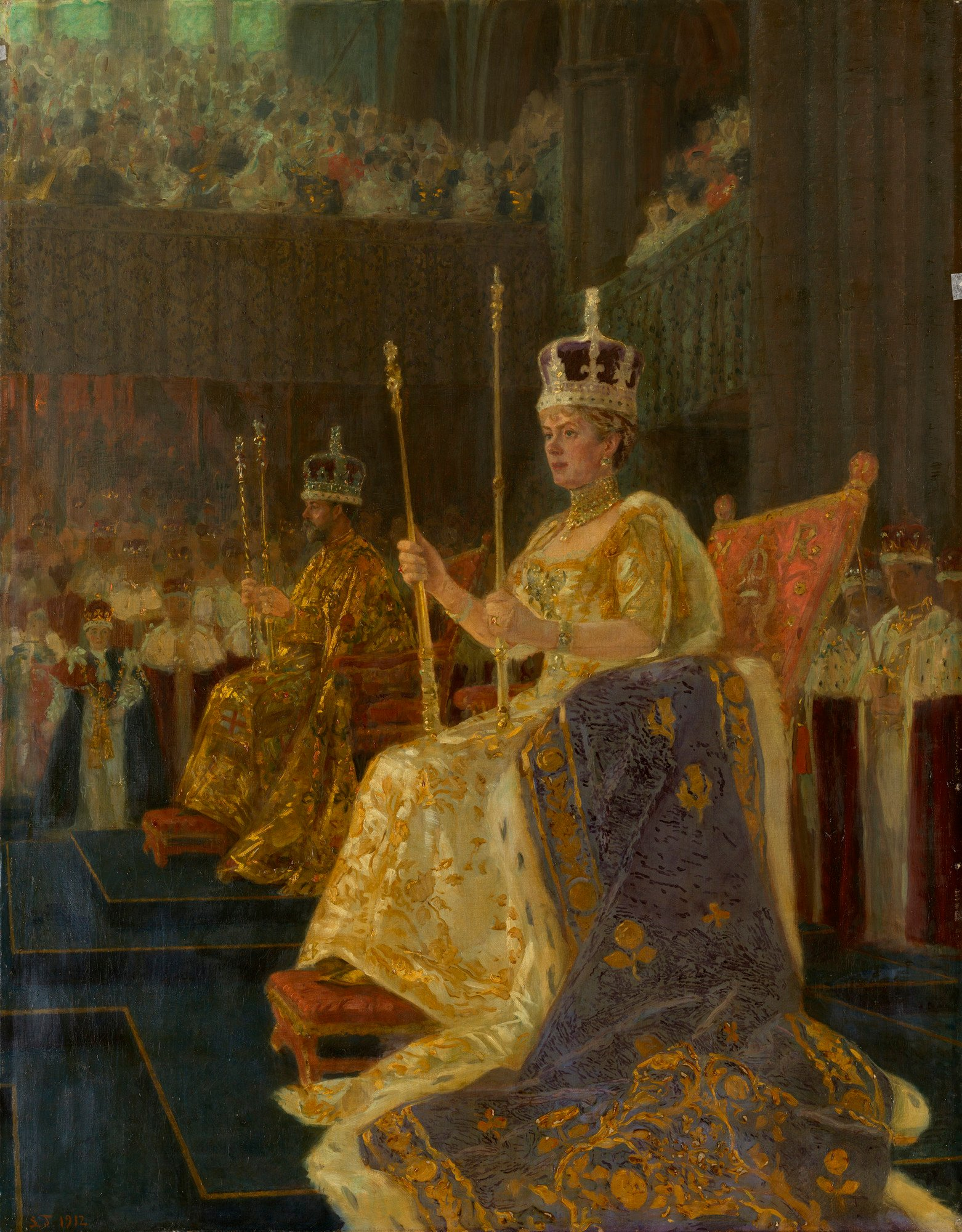
Коронация короля Георга V и королевы Марии, Лауриц Туксен, 1912

См. также: Список монархов Британских островов.
Супруги монархов в Великобритании и их предшественники не имеют специального конституционного статуса или власти, но многие из них имеют значительное влияние через монарха. Некоторые королевские супруги, такие как Филипп, герцог Эдинбургский, помогают улучшать общественное восприятие монархии, будучи знаменитыми в их собственном праве.

## Список супругов

### Стюарты(1707—1714)
| Портрет | Герб | Имя           | Рождение                                                                                | Брак                     | Стал консортом                                      | Коронация    | Перестал быть консортом    | Смерть                     | Супруга |
| ------- | ---- | ------------- | --------------------------------------------------------------------------------------- | ------------------------ | --------------------------------------------------- | ------------ | -------------------------- | -------------------------- | ------- |
|         |      | Георг Датский | 2 (12) апреля 1653Отец: Фредерик III Датский Мать: София Амалия Брауншвейг-Люнебургская | 28 июля (7 августа) 1683 | 1 (12) мая 1707 Создание Королевства Великобритании | не коронован | 28 октября (8 ноября) 1708 | 28 октября (8 ноября) 1708 | Анна    |

### Ганноверы(1714—1917)
| Портрет | Герб | Имя                             | Рождение                                                                                          | Брак                         | Стал(а) консортом                 | Коронация            | Перестал(а) быть консортом | Смерть                     | Супруг(а)    |
| ------- | ---- | ------------------------------- | ------------------------------------------------------------------------------------------------- | ---------------------------- | --------------------------------- | -------------------- | -------------------------- | -------------------------- | ------------ |
|         |      | Каролина Бранденбург-Ансбахская | 1 (11) марта 1683Отец: Иоганн Фридрих Бранденбург-Ансбахский Мать: Элеонора Саксен-Эйзенахская    | 22 августа (2 сентября) 1705 | 11 (22) июня 1727 Вступление мужа | 11 (22) октября 1727 | 20 ноября (1 декабря) 1737 | 20 ноября (1 декабря) 1737 | Георг II     |
|         |      | Шарлотта Мекленбург-Стрелицкая  | 19 мая 1744Отец: Карл Мекленбург-Стрелицкий Мать: Елизавета Альбертина Саксен-Гильдбурггаузенская | 8 сентября 1761              | 8 сентября 1761                   | 22 сентября 1761     | 17 ноября 1818             | 17 ноября 1818             | Георг III    |
|         |      | Каролина Брауншвейгская         | 17 мая 1768Отец: Карл Вильгельм Фердинанд Брауншвейгский Мать: Августа Великобританская           | 8 апреля 1795                | 29 января 1820 Вступление мужа    | не коронована        | 7 августа 1821             | 7 августа 1821             | Георг IV     |
|         |      | Аделаида Саксен-Мейнингенская   | 13 августа 1792Отец: Георг I Мать: Луиза Элеонора Гогенлоэ-Лангенбургская                         | 13 июля 1818                 | 26 июня 1830 Вступление мужа      | 8 сентября 1831      | 20 июня 1837 Смерть мужа   | 2 декабря 1849             | Вильгельм IV |
|         |      | Альберт Саксен-Кобург-Готский   | 26 августа 1819Отец: Эрнст I Мать: Луиза Саксен-Гота-Альтенбургская                               | 10 февраля 1840              | 10 февраля 1840                   | не коронован         | 14 декабря 1861            | 14 декабря 1861            | Виктория     |

### Виндзоры(с 1917)
| Портрет | Герб | Имя                         | Рождение                                                                  | Брак           | Стал(а) консортом               | Коронация      | Перестал(а) быть консортом | Смерть         | Супруг(а)    |
| ------- | ---- | --------------------------- | ------------------------------------------------------------------------- | -------------- | ------------------------------- | -------------- | -------------------------- | -------------- | ------------ |
|         |      | Александра Датская          | 1 декабря 1844Отец: Кристиан IX Мать: Луиза Гессен-Кассельская            | 10 марта 1863  | 22 января 1901 Вступление мужа  | 9 августа 1902 | 6 мая 1910 Смерть мужа     | 20 ноября 1925 | Эдуард VII   |
|         |      | Мария Текская               | 26 мая 1867Отец: Франц, герцог Текский Мать: Мария Аделаида Кембриджская  | 6 июля 1893    | 6 мая 1910 Вступление мужа      | 22 июня 1911   | 20 января 1936 Смерть мужа | 24 марта 1953  | Георг V      |
|         |      | Елизавета Боуз-Лайон        | 4 августа 1900Отец: Клод Джордж Боуз-Лайон Мать: Сесилия Нина Боуз-Лайон  | 26 апреля 1923 | 11 декабря 1936 Вступление мужа | 12 мая 1937    | 6 февраля 1952 Смерть мужа | 30 марта 2002  | Георг VI     |
|         |      | Филипп, герцог Эдинбургский | 10 июня 1921Отец: Принц Андрей Греческий и Датский Мать: Алиса Баттенберг | 20 ноября 1947 | 6 февраля 1952 Вступление жены  | не коронован   | 9 апреля 2021              | 9 апреля 2021  | Елизавета II |
|         |      | Камилла Паркер-Боулз        | 17 июля 1947Отец: Брюс Шанд Мать: Розалинд Кьюбитт                        | 9 апреля 2005  | 8 сентября 2022 Вступление мужа | 6 мая 2023     | действующая                | действующая    | Карл III     |